# 文化的マルクス主義陰謀論
文化的マルクス主義陰謀論（ぶんかてきマルクスしゅぎいんぼうろん、英語: cultural Marxism conspiracy theory）は、フランクフルト学派にまつわる陰謀論である。そこでは、西側世界の中のマルクス主義（英語で言うところのen:Western Marxism）（またはアメリカンマルキシズム）が、西洋文化を転覆させようとする学問的・知的な継続的策動の土台となっていると主張される。
文化的マルクス主義者を自認する論者はおらず、文化的マルクス主義という学術分野は存在しない。この概念は、現代の進歩主義運動諸派や、アイデンティティ政治、ポリティカル・コレクトネスがあるのは、フランクフルト学派に由来するという見方を提示し、伝統保守主義のキリスト教的価値観や伝統的価値観を崩して文化的にリベラルな1960年代の価値観で置き換えようとする文化戦争を計画的に進め、それを通じて西洋社会を意図的に転覆しようという陰謀が現に進行中であるという主張として、その批判者によって形成されている。
ナチズムにおける「文化ボルシェヴィズム」というプロパガンダ用語との類似が指摘されているが、現代の本学説の源は、1990年代の米国にある 。
「文化的マルクス主義」は、元々は米国の政治的極右の中でも最も周辺的なところでしか用いられていなかった用語だが、2010年代にメインストリームの場でも用いられるようになり、その後、世界的に見られるようになっている。
日本においては旧統一教会関連団体である国際勝共連合が「文化共産主義」という用語を用いて同種の議論を展開し、ジェンダーフリーや男女共同参画、同性婚、選択的夫婦別姓などの政策に対する反対運動や、フェミニズムへの批判を展開している。

## 起源

### マイケル・ミニシーノという人物と、ラルーシュ運動
米国で現在流行っているような「文化的マルクス主義」論の発端となったのは、マイケル・ミニシーノという人物による「新たな暗黒時代: フランクフルト学派と所謂『ポリティカル・コレクトネス』」 (New Dark Age: The Frankfurt School and 'Political Correctness') という小論である。ミニシーノは、ユダヤ・キリスト教（英語: Judeo-Christian）的、およびルネッサンス的な理想は放棄されてしまい、現代美術においてはその代わりに「醜悪さの暴政」が導入されたとし、その結果として20世紀後半の米国は「新たな暗黒時代」になってしまったとの持論を展開した。ミニシーノの主張によると、これは、米国に文化悲観主義を植え付けようとする陰謀のせいとされた。その陰謀は、まずはゲオルク・ルカーチ、続いてフランクフルト学派、そしてエリート階級に属するメディア業界人や政治運動家の3段階で実行されることになっているという。
ミニシーノの持論では、西洋文化を破壊しようとするフランクフルト学派の策には、2つの側面があるとされた。まずは、テオドール・アドルノとヴァルター・ベンヤミンによる文化批評が、芸術と文化を用いて疎外を促進し、そしてキリスト教を排してその代わりに社会主義を導入する。この過程で、世論調査と広告宣伝の手法を発展させ、大衆を洗脳し、政治運動を管理下に置くというプロセスが入る。第二の側面として、ヘルベルト・マルクーゼやエーリッヒ・フロムによる、伝統的家族構造への攻撃が行われるとされる。これは女性の権利や性の解放、家父長制の権威を転覆するための多形倒錯の促進を目的とするとミニシーノは主張した。また、彼の考えでは、性的倒錯と乱交をすすめるために幻覚剤を配布し、1960年代のカウンターカルチャーや所謂「サイケデリック革命」の諸要素をもたらしたのは、フランクフルト学派である、ということになっていた。
2011年のノルウェー連続テロ事件が起きると、ミニシーノは自身によるこの小論を撤回した。このとき、彼は、「今もまだ、私のいくつかの研究方法は有効であり、研究は有用なものだったと考えたい。しかしながら、自己検閲により、また、ラルーシュ氏のぶっとんだ世界観を何らかの形で支持したいという願望により、全体像、とりわけ結論部分が、どうにも手が付けられないレベルでゆがめられてしまった」と書いている。

### ポール・ウェイリッチとウィリアム・リンド
「文化的マルクス主義」という陰謀論の成立過程で重要な役割を果たした人物としては、ほかに、ポール・ウェイリッチ（英語: Paul Weyrich）とウィリアム・S・リンド（英語: William S. Lind）が挙げられる。ウェイリッチはヘリテージ財団など保守系団体の設立にかかわった宗教保守の活動家で、リンドはペイリオコンの流れに位置する著述家である。

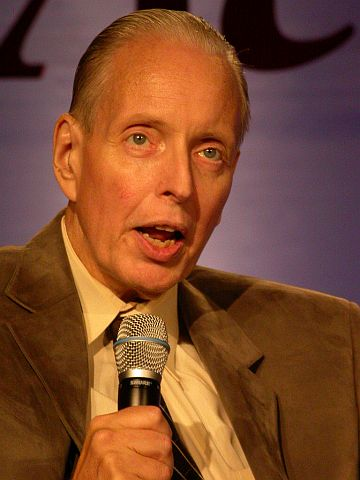
ポール・ウェイリッチ

1998年に行われた保守派のイベントにおいて、ウェイリッチは「文化マルクス主義」を「ポリティカル・コレクトネス」と同義と扱った。その主張するところによると、「われわれは文化戦争に敗北してしまっている」状態であり、「われわれがとるべき合法な範囲の戦略は、『ポリティカル・コレクトネス』というイデオロギーや、われわれの伝統文化にとってのそのほかの敵によって、からめとられてしまった諸機関・諸機構から、われわれ自身を切り離す方法を検討すること」であった。
自身が設立した保守系シンクタンクのひとつであるen:Free Congress Research and Education Foundationの活動で、ウェイリッチはウィリアム・S・リンドに、「文化マルクス主義」の歴史を文章化する仕事を発注した。ここでは、「文化マルクス主義」は、「『en:Western Marxism』のブランド名のひとつで、『多文化主義』とも呼ばれているが、よりカジュアルな場では『ポリティカル・コレクトネス』と言うこともある」と定義されている 。「ポリティカル・コレクトネスの起源」と題されたそのスピーチにおいて、リンドは次のように書いている。「分析的に検討すれば、つまり歴史という文脈に位置付けた上で見れば、その正体が何であるのか、すぐにわかります。ポリティカル・コレクトネスとは文化的マルクス主義なのです。これは、経済学から文化の用語に移し替えられたマルクス主義なのです。このたくらみの起源は、1960年代、ヒッピーたちと平和運動にあるのではありません。そのルーツは、第二次世界大戦にまでさかのぼるのです。ポリティカル・コレクトネスの根本的な理念を、古典的マルクス主義と照らし合わせれば、その照応関係は明々白々たるものです」
リンドに分析させると、ルカーチとグラムシは、プロレタリア革命というマルクス主義の目的を達するうえでの障害物となるがゆえに、西洋の文化を転覆しようとしていた、ということになる。また、ホルクハイマーが指導するフランクフルト学派は、4つの主要な戦略を用いて、社会的抑制を除去しようとしていた、という。第一に、ホルクハイマーの批評理論が伝統的家族や政府機関の権威を崩し、第二に、アドルノによって開発された権威主義的パーソナリティとFスケール（英語: F-scale (personality test)）が、右翼思想を持った米国人を、ファシズムの信奉者として糾弾するために用いられる。それから、第三に、多形倒錯という概念が、自由恋愛と同性愛への支持によって、西洋文化の土台を崩す。リンドは、マルクーゼは「黒人と学生、フェミニストの女どもや同性愛者たち」の連合体を、1960年代の文化革命の前衛となりうると考えていたのだ、と述べている。また、マルクーゼらの『純粋寛容批判』における「抑圧的寛容」は、リンドの手にかかれば、右派を黙らせ左派の声だけが耳を傾けられるようにするための論法と解釈される。リンドはさらに、文化マルクス主義は第4世代の戦争の一例であるとも主張している。
ペイリオコンの論客であるパット・ブキャナン元ホワイトハウス広報部長は、ウェイリッチとリンドが繰り返して口にする「文化的マルクス主義」との主張の繰り返しに対するペイリオコンでの間での注目を、増大させる役割を果たした。ベルギーのリエージュ大学教授であるジェローム・ジャマンは、ブキャナンのことを、文化的マルクス主義論の「知的モメンタム」と呼び、2011年のノルウェー連続テロ事件を実行したアンネシュ・ブレイヴィクのことを、「暴力的なきっかけ」と呼んでいる。両者とも、複数の著者が書いた『ポリティカル・コレクトネス: あるイデオロギーの短い歴史』 (Political Correctness: A Short History of an Ideology) という著作を取りまとめたウィリアム・リンドに依拠している。ジャマンはこの著作のことを、「2004年以降、誰もが典拠として引用するようになった」中核的なテクストであると位置づけている。
歴史家のマーティン・ジェイは、リンドが保守派のカウンターカルチャーを記録して著した『ポリティカル・コレクトネス: フランクフルト学派』 (Political Correctness: The Frankfurt School, 1999) は、「何通りかの圧縮された記述を生み出し、それらが複数の急進的な右翼のウェブサイトに掲載されることになった」ために、「文化マルクス主義」論のプロパガンダとして効果的な作用を持った、と述べている。さらにジェイは、次のように書いてもいる。 
それから、これらは、大勢の自称・専門家たち（数は揃っていても一貫するところの見受けられない集団）が、まったく同じ言葉を吐き出している大量の動画のベースとなった。それらの動画はYouTubeにアップされ、拡散されている。その言わんとするところは、聞いているこちらの頭が機能停止に追い込まれるくらいに単純なものだ。つまり、現代の米国文化の「ダメになってるところ」全て、つまりフェミニズム、アファーマティブ・アクション、性の解放、人種間の平等、多文化主義、同性愛者の権利から、伝統的教育の崩壊まで、果ては環境保護主義までも含められているのだが、そういったものはすべて、究極的には、1930年代に米国にやってきたフランクフルト社会研究所のメンバーたちによる、知られざる知的な影響から発しているのだ、というのである。

## 「フランクフルト学派陰謀論」と、その検証

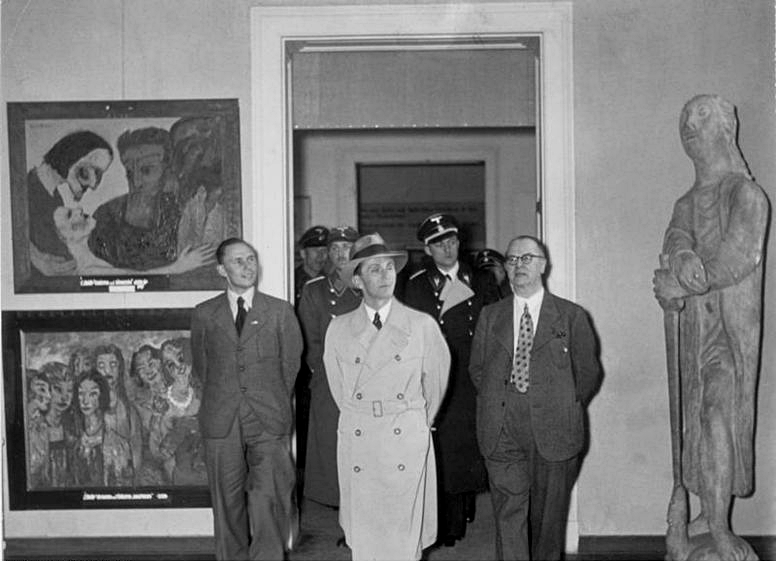
退廃芸術展覧会会場を訪れたヨーゼフ・ゲッベルス。「文化的マルクス主義」という陰謀論は、ナチスによる反ユダヤ主義のプロパガンダである「文化的ボルシェヴィズム」や「退廃芸術」になぞらえられることが多い。

「文化的マルクス主義」説では、マルクス主義の理論家やフランクフルト学派の知識人から選り抜かれた精鋭たちが、西洋社会を転覆させつつあると主張される。この陰謀論は、部分的に、実在の思想家や、西洋社会の中のマルクス主義の伝統に属する思想を引いてはいるのだが、主題の提示がひどくめちゃくちゃである上に、これらの思想家らの実際の影響を誇張して解釈している。
現実の世界では、ドイツ人のマルクス主義の学者の一団（その大半はユダヤ人であった）が、1923年にフランクフルトに「社会研究所」を設立したのが、のちに「フランクフルト学派 (ドイツ語でFrankfurter Schule, 英語にすればFrankfurt School) 」として知られるようになったのである。
彼らの研究テーマは、1918年から19年のドイツ革命がなぜ実を結ばなかったのか、なぜまだドイツの経済体制は資本主義のままであったのか、そして、なぜドイツの労働者たちは最終的にマルクス主義革命ではなくナチズムを支持するようになったのかを説明することであった。
アドルフ・ヒトラーが首相となり、ナチスが政権を獲得した1933年以降は、フランクフルト学派に属する知識人の大半が米国に移り住むようになったが、米国での彼らの理論の広まりは、左翼の人々の間だけにとどまっていた。ただ、フランクフルト学派と批評理論は、学術の世界では相当の影響を有したというのがほとんどの政治学者の見解ではある。
研究者のジョーン・ブラウンは、陰謀論者が言うような意味での「文化的マルクス主義」は一度も存在したことがなく、また歴史上存在した思想の学派で陰謀論者が主張するようなことを考えた学派はないと指摘している。また、フランクフルト学派の学者たちは「批評理論家」と呼ばれているのであって、「文化的マルクス主義者」と呼ばれてはいないと述べ、陰謀論で主張されることとは逆に、ポストモダンはマルクス主義にはやすやすと近づかないし、敵意を示すことすらある、と明確にしている。

## テロリズムとの関係

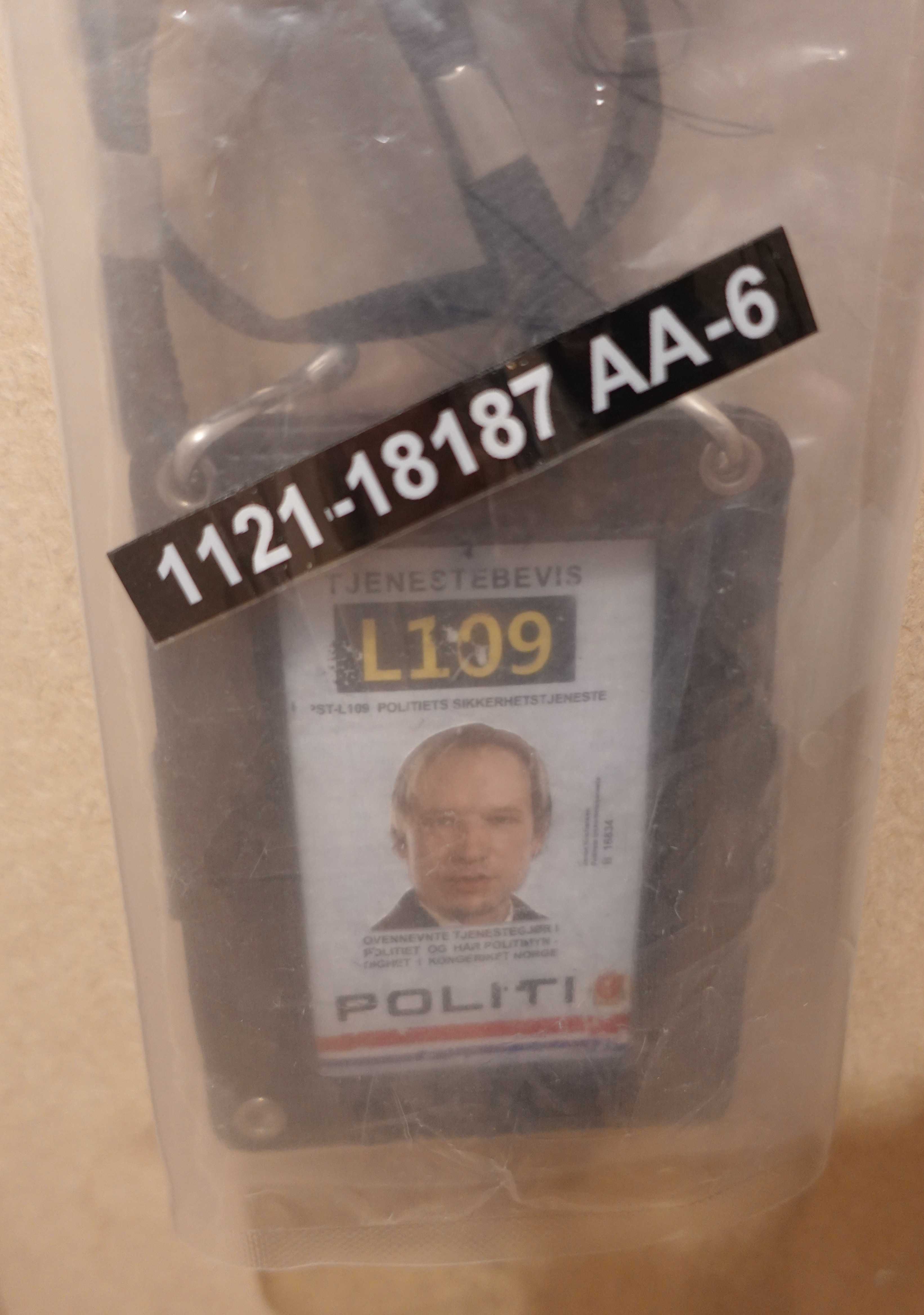
2011年のノルウェー連続テロ事件の際にブレイヴィクが使った偽造の警察のIDカード。ブレイヴィクは「文化的マルクス主義」に対する防衛と称して、大量殺人を決行した。

2011年7月22日、ノルウェーでアンネシュ・ブレイヴィクが連続テロ事件を起こし、77人を殺害した。犯行に及ぶおよそ1時間半前に、ブレイヴィクは1,003人の受信者に宛てて、自ら書いたマニフェスト文書「2083年: ヨーロッパの独立宣言」と合わせ、ウィリアム・リンドが編集した『ポリティカル・コレクトネス: あるイデオロギーの短い歴史』を電子メールで送付していた 。「文化的マルクス主義」は、ブレイヴィクのマニフェストにおいて、第一の主題と扱われていた。ブレイヴィクは、「西欧における性感染症の蔓延は、文化的マルクス主義の結果である」とか、「文化的マルクス主義は、イスラム教徒やフェミニズムを信奉する女、同性愛者や、その他いくつかのマイノリティ集団を有徳な存在と位置づけて、キリスト教を信仰する民族的ヨーロッパ人男性を悪とみなしている」とか、「ストラスブールにある欧州人権裁判所は、文化マルクス主義者に支配された政治的な存在である」といった妄言を書き連ねていた。
文化的マルクス主義論にはまっている右翼テロリストは、ブレイヴィク以外にも複数いる。例えば、2018年に英国の労働党に所属する国会議員、ロージー・クーパーの暗殺を企てていたことで有罪となったジャック・レンショーは、2016年に極右過激派集団としては英国で初めてテロ組織として指定された「ナショナル・アクション（英語: National Action (UK)）」のスポークスパーソンを務めていた人物だが、かつてイギリス国民党 (BNP) の少年部に所属していた時期に党のために制作したビデオで、この陰謀論を唱えていた。また、2019年に米カリフォルニア州でパウウェイ・シナゴーグ銃撃事件を起こしたジョン・T・アーネストは、白人ナショナリズムのイデオロギーに触発されていたが、ネット上に投稿したマニフェスト文書において、「全てのユダヤ人」は、「文化的マルクス主義と共産主義」の促進を通じ、「ヨーロッパ人種を根絶やしにすること」を綿密に計画してきた、という持論を展開していた。

### テロへの反応
文化的マルクス主義陰謀論が、実際の世界で政治的暴力を引き起こしたことに関して、イェール・ロー・スクールのサミュエル・モイン（英語: Samuel Moyn）教授は、「『文化的マルクス主義』というのは、粗雑な中傷の言葉で、存在しないものを存在しているといっている言葉であるが、残念なことに、だからといって実際の人々が、怒りや不安の感覚がますます増大しているのを和らげるためのスケープゴートとして、代償を払わされる立場に追いやられることはない、ということにはならない。そしてまさにそれを理由として、『文化的マルクス主義』なる言葉は、まっとうな不平不満と向き合うことからの情けない逃避であるばかりでなく、徐々に心のタガが外れていく瞬間において、危険な誘惑となるものなのである」と述べている。

## 反ユダヤ主義
哲学者のスラヴォイ・ジジェクは、「文化的マルクス主義」という言葉が、「反ユダヤ主義において『ユダヤの陰謀』という言葉が果たしたのと同じ構造的役割を果たしている。それは、私たちの社会経済的生活に内在する敵意を、外的原因の上に投影する（というよりも、転置する）。保守的なオルタナ右翼が、私たちの生活の倫理的崩壊（フェミニズムや、家長制への攻撃、ポリティカル・コレクトネスなど）であると嘆くものには、外的な原因がなければならない。なぜならば、それは、彼らにとって、私たち自身の社会の敵意や緊張の中から現れるものであるはずがないのだから」と述べている。
前述のサミュエル・モインによれば、「文化的マルクス主義にまつわるこんにちのより広範な言説は、新しい時代に合わせてアップデートされた『ユダヤ・ボルシェヴィズム』神話によく似ている」。同様に、Maxime Dafaureは、「『文化マルクス主義』は現代に合うようアップデートされた、ナチスの『文化ボルシェヴィズム』のような反ユダヤ主義の陰謀論であり、『ユダヤ・ボルシェヴィズム』の考えと直接結びついている」と指摘している。。
アンドルー・ウッズも、2019年の小論「文化的マルクス主義と大聖堂: 批評理論についてのオルタナ右翼的な2通りの見方」(Cultural Marxism and the Cathedral: Two Alt-Right Perspectives on Critical Theory) において、文化ボルシェヴィズムとの対比の意義を認めているが、他方で現在の文化的マルクス主義という陰謀論が、ナチスのプロパガンダから生じたという見解には疑問をつきつける。ウッズによれば、文化的マルクス主義に見られる反ユダヤ主義は、「深い部分から、米国的なもの」である:47 。ウッズはまた、Commune誌において、文化的マルクス主義陰謀論の詳細な系図を描いているが、その起点は ラルーシュ運動に置いている。
文化的マルクス主義陰謀論の早い時期の例として、著述家のマシュー・ローズは、米国人ネオナチ活動家の フランシス・パーカー・ヨッキー が第二次世界大戦後に行った主張を挙げている。
研究者のジョーン・ブラウンによれば、文化マルクス主義陰謀論を主導しているのは、ペイリオコンの重鎮であるポール・ゴットフリードと前述のウィリアム・リンド、そして反ユダヤ主義の分野で活発な発言を続けているケヴィン・マクドナルドの3人である。このうちマクドナルドは、フランクフルト学派を中心に据えた反ユダヤ主義言説の文章をいくつか書いているほか、前述のノルウェー連続テロの実行者ブレイヴィクのマニフェストについて、ユダヤ人に対する敵意が足りていないと批判している。

### 極右・オルタナ右翼界隈での広まり
2011年のノルウェー連続テロ事件の後、「文化的マルクス主義」論は、数々の極右系メディアやネット掲示板で取り上げられた。その中にはオルタナ右翼のウェブサイトもある。アレックス・ジョーンズの運営する「インフォウォーズ」や、移民排斥を強く訴えヘイト団体とみなされている「en:VDARE」、オルタナ右翼の活動家として最も知られる人物のひとり、リチャード・B・スペンサーらによって2017年に立ち上げられた「en:AltRight Corporation」が運営するaltright.comといったところが一例である。
altright.comでは、「ゴーストバスターズと文化的マルクス主義の自殺」とか、「ナンバー3――スウェーデン、文化的マルクス主義の世界的中心地」、「二流のサヨ連中と文化的マルクス主義、そして謎の正義感」といった見出しが躍っていた。「インフォウォーズ」では、「文化的マルクス主義は、アメリカの新たな主流理念なのか?」といった見出しの記事が大量に出た。「VDARE」でも、同様の内容の記事を、「そうです、ヴァージニア（・デア）、文化的マルクス主義は存在するのです――そしてそれは、保守主義社を乗っ取ろうとしているのです」という見出しをつけたりして配信した。なお、「VDARE」という媒体名は、16世紀にイングランドから入植した人々に初めて生まれた子供の名前、ヴァージニア・デアにちなんだ名前であり、この見出しは、8歳のヴァージニアという少女から「サンタクロースっているんでしょうか」と尋ねる手紙を受け取った新聞社の回答の一節で、米国では広く親しまれている文言をもじったものである。
ネオナチや白人至上主義者が喧伝したことにより、「文化的マルクス主義」という陰謀論はリーチが広がった。『アメリカン・ルネッサンス』などのオンライン媒体が「イベントが中止に! これが文化的マルクス主義の圧力だ」といった刺激的な見出しの記事をいくつも出し、「デイリー・ストーマー」でも「ユダヤの文化マルクス主義がアバクロンビー&フィッチを破壊する」とか、「またハリウッドか! 大作映画を通じて文化的マルクス主義が喧伝される」といった見出しの記事を始終出していた。
極右のネット掲示板「ストームフロント」に集うネオナチは、ストレートな反ユダヤ主義言説が受け入れられない場所では、ユダヤ人一般を指す言葉として「フランクフルト学派」という用語を使ってきた。
米ミネソタ州で発行され、全米で流通しているカトリック保守派の週刊新聞『ワンダラー』紙上で、ティモシー・マシューズという書き手が、明確にキリスト教右派の見地から、フランクフルト学派への批判を展開している。マシューズによると、フランクフルト学派は、サタンの影響のもと、批評理論と多形倒錯というマルクーゼの概念を通じて、つまり同性愛を奨励し、家父長制による家族を解体することを通じて、伝統的なキリスト教徒の家庭を破壊しようとしている、という。アンドルー・ウッズは、マシューズの言う策謀がフランクフルト学派のものに見えるというなら、1950年代に米国で出された反共産主義本『裸の共産主義者』で書かれた共産主義者の目的と称するものはどうなのか、と指摘している。 
そのような指摘がなされているにもかかわらず、マシューズの説は、そのまま受け売りする形で、極右のオンライン掲示板のほか、右派・オルタナ右翼のニュースメディアでも拡散された。。
上述したaltright.comの運営団体の創設メンバーであるリチャード・B・スペンサーは、白人至上主義のロビー団体を率いてもいて、「文化的マルクス主義」論を熱心に広めてきたひとりだが、修士論文のテーマはアドルノであった。

## メインストリーム化
2007年にブライトバート・ニュースを創設し、2012年に病没したアンドルー・ブライトバートは、文化的マルクス主義陰謀論を支持していた。2011年に出版された著書は、この陰謀論がどのようにメインストリームに接近していったかの一例を説明している。ブライトバートの解釈は、上述したリンドの解釈とほぼ共通したものである。フランクフルト学派の思想が大学という場からさらに広範な範囲にアピールするようになったのは、彼の言う「トリクルダウン・インテレクチュアリズム」ゆえであるとしており、文化的マルクス主義を一般大衆にまで広めたのは、ソウル・アリンスキーが1971年に出したハンドブック『急進派のためのルール集』であると主張した。上述したウッズは、ブライトバートがアリンスキーに焦点を合わせているのは、文化的マルクス主義を現代の米民主党やヒラリー・クリントンと結びつけることが目的であるとの見解を示している。ブライトバートはまた、彼の言う文化的マルクス主義のプロジェクトに資金を提供しているのは、投資家ジョージ・ソロスであると主張している。ちなみに、ブライトバート・ニュースは、アドルノの無調音楽は、大衆を死体愛好へと走らせようとして書かれたのだという珍説をも掲載したことがある。
2010年代後半、カナダの臨床心理学者で一般向けの書籍やYouTubeでの言論活動でも著名なジョーダン・ピーターソンが、「文化マルクス主義」という用語を一般に広め、これによりこの用語がメインストリームの言説に入ることとなった。何人かが文章で指摘していることだが、ピーターソンは、例えば男女の性別を特定しないよう代名詞を使う用法が奨励されることについて、言論の自由を脅かすものだと非難し、文化マルクス主義さえなければそのようなことにはなっていないという主張をし、しかも文化的マルクス主義陰謀論を指す代名詞的な語として「ポストモダニズム 」を使っているが、これは誤用であり、しかも反ユダヤ主義的な背景があることをうかがわせている。そういった指摘として、例えば「ピーターソンは明確な主義主張として反ユダヤ主義を掲げているわけではない。ファシストのプロパガンダの文言を自身の口から放っているときでも、自分が吹いている犬笛を聞き取ることはできていない」というものがある。

### 偽の「バランス」の懸念
Spencer Sunshine, an associate fellow at the Political Research Associates, stated that "the focus on the Frankfurt School by the right serves to highlight its inherent Jewishness." In particular, Paul and Sunshine have criticized traditional media such as The New York Times, New York and The Washington Post for either not clarifying the nature of the conspiracy theory and for "allowing it to live on their pages." An example is an article in The New York Times by David Brooks, who "rebrands cultural Marxism as mere political correctness, giving the Nazi-inspired phrase legitimacy for the American right. It is dropped in or quoted in other stories—some of them lighthearted, like the fashion cues of the alt-right—without describing how fringe this notion is. It's akin to letting conspiracy theories about chem trails or vaccines get unearned space in mainstream press." Another is Andrew Sullivan, who went on "to denounce 'cultural Marxists' for inspiring social justice movements on campuses." Paul and Sunshine concluded that failure to highlight the nature of the Cultural Marxist conspiracy theory "has bitter consequences. 'It is legitimizing the use of that framework, and therefore it's [sic] coded antisemitism.'"
Sociologists Julia Lux and John David Jordan assert that the conspiracy theory can be broken down into its key elements: "misogynist anti-feminism, neo-eugenic science (broadly defined as various forms of genetic determinism), genetic and cultural white supremacy, McCarthyist anti-Leftism fixated on postmodernism, radical anti-intellectualism applied to the social sciences, and the idea that a purge is required to restore normality." They go on to say that all of these items are "supported, proselytised and academically buoyed by intellectuals, politicians, and media figures with extremely credible educational backgrounds."

## 関連文献
- “The Frankfurt School on Antisemitism, Authoritarianism, and Right-wing Radicalism: The Politics of Unreason: The Frankfurt School and the Origins of Modern Antisemitism, by Lars Rensmann, Albany, NY, SUNY Press, 2017, xv + 600 pp., $25.95 (paperback), ISBN 978-1-43846-594-4”. European Journal of Cultural and Political Sociology 7 (2):  198–214. (2020). doi:10.1080/23254823.2020.1742018.
- De Bruin, Robin (2021). “European union as a road to serfdom: The Alt-Right's inversion of narratives on European integration”. Journal of Contemporary European Studies 30:  52–66. doi:10.1080/14782804.2021.1960489.
- “'Take this country back!': Die neue Rechte in den USA” (ドイツ語). Die Neue Rechte — eine Gefahr für die Demokratie?. VS Verlag für Sozialwissenschaften. (2004). pp. 175–185. ISBN 978-3-322-81016-8
- “Anders Breivik et le "marxisme culturel": Etats-Unis/Europe”. Amnis (12). (2013). doi:10.4000/AMNIS.2004.
- “Cultural Marxism and the Radical Right” (英語). The Post-War Anglo-American Far Right: A Special Relationship of Hate. Palgrave Macmillan UK. (2014). pp. 84–103. ISBN 978-1-137-39621-1
- “Cultural Marxism: A survey”. Religion Compass 12 (1–2):  e12258. (2018). doi:10.1111/REC3.12258.
- “The Alt-right's Discourse on 'Cultural Marxism': A Political Instrument of Intersectional Hate” (英語). Atlantis: Critical Studies in Gender, Culture & Social Justice 39 (1):  49–69. (2018). ISSN 1715-0698.
- Paternotte, David; Verloo, Mieke (2021). “De-democratization and the Politics of Knowledge: Unpacking the Cultural Marxism Narrative”. Social Politics: International Studies in Gender, State & Society 28 (3):  556–578. doi:10.1093/sp/jxab025.
- Copsey, Nigel; Richardson, John E., eds (2015). “'Cultural-Marxism' and the British National Party: A transnational discourse” (英語). Cultures of Post-War British Fascism. Routledge. ISBN 978-1-317-53937-7
- Richards, Imogen; Jones, Callum (2021). “Quillette, classical liberalism, and the international New Right”. Contemporary Far-Right Thinkers and the Future of Liberal Democracy. Routledge. ISBN 978-1-003-10517-6
- “Cultural Marxism and the Cathedral: Two Alt-Right Perspectives on Critical Theory” (英語). Critical Theory and the Humanities in the Age of the Alt-Right. Springer International Publishing. (2019). pp. 39–59. doi:10.1007/978-3-030-18753-8_3. ISBN 978-3-030-18753-8
- “Cultural Marxism” (英語). Krisis: Journal for Contemporary Philosophy 2018 (2):  32–34. (2018). hdl:11245.1/7b72bcec-9ad2-4dc4-8395-35b4eeae0e9e.